# Milites Templi
«Milites Templi» (лат. солдати Храму) — булла Папи Римського Целестина II, датована 9 січня 1144 року, з наказом духовенству захищати тамплієрів і закликом всіх віруючих надавати їм посильну допомогу.
Булла дарувала відпущення гріхів жертводавцям на користь ордену і дозволяла здійснювати богослужіння навіть на землях, які зазнали інтердикту, коли там були присутні збирачі ордену, що дало тамплієрам можливість збирати пожертви раз на рік навіть з тих, кого Церква тимчасово відлучала.
Як і всі папські булли, «Milites Templi» отримала назву за першими словами тексту.
Одна з найважливіших папських булл, що стосуються ордену храмовників, — разом з буллами «Omne Datum Optimum» (1139) і «Militia Dei» (1145) створила умови для збагачення і процвітання ордену тамплієрів.